# Bulles (album)
Pour les articles homonymes, voir Bulles.
Albums de Michel Polnareff
Coucou me revoilou
(1978) Show télé 82/Public
(1982)
Singles
1. Je t'aime / Tam Tam (l'homme préhisto)
Sortie : 1981

Bulles est le septième album studio de Michel Polnareff sorti en 1981.

## Historique
Cet album fit renouer Polnareff avec le succès (800 000 exemplaires vendus). Bulles est un album en totale harmonie avec le son de l'époque et prouva à l'artiste que le public français ne l'avait pas oublié. À son lancement les trois chansons "Radio", "Je t'aime", et "Tam-Tam" furent les plus diffusées par les radios nationales. Cet album marqua aussi un tournant dans l'orientation musicale du chanteur. En effet, Polnareff s'imposait désormais dans un style plus rock, et les ballades dont on avait l'habitude à ses débuts ne sont pas présentes (à l'exception de "Je t'aime").
Quelques textes abordent des thématiques universelles (amour, passion amoureuse, poésie.. avec Je t'aime, 365 jours par an). Le reste de l'album dénote une critique de la société contemporaine. Tam-Tam, titre phare de l'album, et Radio décrivent tour à tour la vie urbaine contemporaine, la présence importante des médias de masse "journaux, télévision, radio" et critiquent les dérives d'une société mécanisée : "''Vitamines et intraveines ou tablettes pour se nourrir, vraiment pas une vie pour moi - Extrait de la chanson Tam-Tam" "ça donne à manger même aux animaux, c'est moche et c'est beau, radio" - Chanson "Radio".
On retrouve également cette thématique dans le titre Où est la Tosca où l'artiste insiste sur la recherche inespérée d'une figure de l'Opéra (représentant le passé idéalisé). La critique de la société contemporaine y est également acerbe et flirte avec les thématiques écologiques "ça sent l'brûlé, Pétrole de vie, faut s'arrêter ici. S'en sortira y'a pas qu'la Terre, la lune ça suffira". - 
" Buildings dingues bombes, fumées d´usine Ça va péter le monde Frime et smoking, jolies limousines Préparez l´aspirine"
Le reste de l'album évoque entre autres, le temps qui passe avec Bulle de savon, la rupture amoureuse/retrouvailles avec Joue moi de toi.

## Liste des titres
| No | Titre             | Auteur                                | Durée |
| -- | ----------------- | ------------------------------------- | ----- |
| 1. | Tam tam           | M. Polnareff-J.-P. Dréau/M. Polnareff |       |
| 2. | Elle rit          | M. Polnareff-J.-P. Dréau/M. Polnareff |       |
| 3. | Radio             | M. Polnareff-J.-P. Dréau/M. Polnareff |       |
| 4. | Je t'aime         | M. Polnareff-J.-P. Dréau/M. Polnareff |       |
| 5. | Où est la tosca ? | M. Polnareff-J.-P. Dréau/M. Polnareff |       |
| 6. | Joue moi de toi   | M. Polnareff-J.-P. Dréau/M. Polnareff |       |
| 7. | 365 jours par an  | M. Polnareff-J.-P. Dréau/M. Polnareff |       |
| 8. | Bulle de savon    | M. Polnareff-J.-P. Dréau/M. Polnareff |       |

## Personnel
- Ricky Hitchcock — Guitares
- Mo Foster — Basse
- Michel Polnareff — chant, piano, claviers, percussions, chœurs
- Richard Myhill — piano, claviers, chœurs, directeur musical
- Graham Preskett — clavier, violon
- Hans Zimmer — claviers
- Robin Landridge — claviers
- Peter Van Hooke — batterie
- Brett Morgan — batterie
- Frank Ricotti — batterie
- Mac Tontoh — batterie
- Daku Potato — batterie
- Allan Parker — banjo
- Linda Jardim — chœurs
- Modesty Forbids — chœurs
- Ray Springfield — flûte

## Certification
- Platine en 1981 pour 400 000 exemplaires vendus[3].